# Kenjiro Todoroki
Kenjiro Todoroki (轟 賢二郎 Todoroki Kenjirō: Chiba, 1 de setembro de 1975) é um velejador japonês.

## Carreira
Kenjiro Todoroki representou seu país nos Jogos Olímpicos de 2004, na qual conquistou a medalha de bronze na classe 470 em 2004. 